# Neue Mainzer Straße
Die Neue Mainzer Straße in Frankfurt am Main ist ein Teil des Anlagenrings und führt als hochfrequentierte Verbindungsstraße den Verkehr aus Sachsenhausen von der Untermainbrücke um den westlichen Bereich des Stadtzentrums in Richtung Opernplatz. Nördlich davon bildet die Hochstraße die direkte Fortsetzung in Richtung Eschenheimer Tor.
Die Neue Mainzer Straße entstand ab 1809 nach der Schleifung der Frankfurter Stadtmauer, deren Verlauf sie zwischen dem ehemaligen Mainzer Bollwerk und dem Bockenheimer Tor markiert. In der ersten Hälfte des 19. Jahrhunderts eine bevorzugte Wohngegend der Frankfurter Oberschicht, wandelte sie sich ab etwa 1870 mit dem Durchbruch der Junghofstraße und der Kaiserstraße sowie dem Bau der Untermainbrücke zur Geschäftsstraße. Bereits 1929 wurde sie in einem Zeitungsartikel als Bankenklamm bezeichnet. Bis auf wenige Ausnahmen wurden die teils klassizistischen, teils gründerzeitlichen Bauten im Zweiten Weltkrieg bei den Luftangriffen auf Frankfurt am Main 1944 zerstört.
Heute bildet die an beiden Seiten von Hochhäusern gesäumte Straßenschlucht der Neuen Mainzer Straße das Zentrum des Frankfurter Bankenviertels.

## Lage
Die Neue Mainzer Straße beginnt am nördlichen Brückenkopf der Untermainbrücke. Am Maintor-Gelände entlang verläuft sie in annähernd nordwestlicher Richtung. In Höhe der Städtischen Bühnen Frankfurt schneidet sie den östlichen Rand des Willy-Brandt-Platzes an der Einmündung Friedensstraße/Weißfrauenstraße. Nördlich davon kreuzt sie die Kaiserstraße in ihrem Verlauf vom Hauptbahnhof zum Roßmarkt und quert die Große Gallusstraße am Taunustor. In Höhe des ehemaligen Junghofbollwerkes macht die Straße einen scharfen Knick um fast 90 Grad nach Nordosten. Nach der Kreuzung mit der Junghofstraße verläuft sie weiter bis zur Einmündung der Goethestraße am Opernplatz und geht in die Hochstraße über, die entlang der Bockenheimer Anlage zum Eschenheimer Tor führt.

## Name

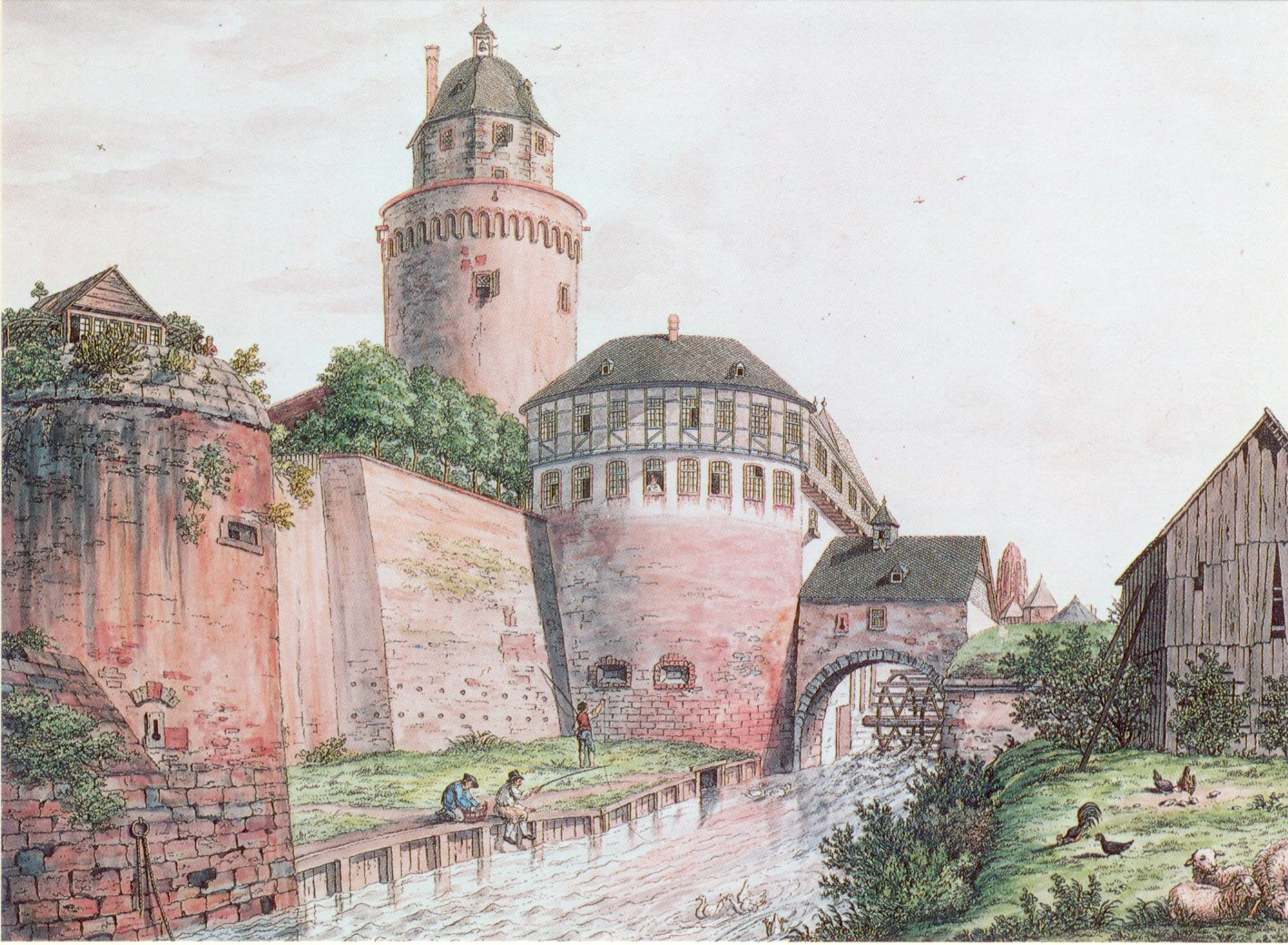
Das Mainzer Bollwerk um 1806

Die Neue Mainzer Straße erhielt ihren Namen vom Mainzer Bollwerk, einer 1520 angelegten besonders starken Verteidigungsanlage zum Schutz der südwestlichen Eckbastion der Stadtmauer, die an dieser Stelle auf das Mainufer traf. Nach den hier betriebenen Schneidmühlen, die ihr Wasser über einen Mühlengraben erhielten, wurde die Bastion auch Schneidwall genannt. Als letzter Teil der ehemaligen Stadtbefestigung begann man 1809 ihren Abriss, der sich bis 1818 hinzog. Aus den Mauerquadern des Schneidwalles entstand die neue Kaimauer, vor der Stadtgärtner Sebastian Rinz um 1860 eine Grünanlage mit exotischen Pflanzen, das Nizza anlegte.

## Verkehr
Die Neue Mainzer Straße ist heute eine viel befahrene Einbahnstraße in nördlicher Richtung. Ursprünglich eine ruhige Wohnstraße, erhöhte sich das Verkehrsaufkommen ab 1839 mit dem Bau der Frankfurter Westbahnhöfe deutlich. Einzige Querstraßen waren zunächst die Weißfrauenstraße am Gallustor und die Große Gallusstraße am Taunustor, die den gesamten von und nach Westen führenden Straßenverkehr der Innenstadt aufnehmen mussten. Bereits um 1860 stieg die Zahl der mit der Bahnstrecke Frankfurt am Main–Heidelberg Reisenden auf über eine Million im Jahr. Um den Verkehr zu den neuen Bahnhöfen zu bewältigen, legte man deshalb 1860 mit der Junghofstraße und 1874 mit der oberen Kaiserstraße neue Straßendurchbrüche zur Innenstadt an.
Heute gehört die Neue Mainzer Straße zwischen Willy-Brandt-Platz und Taunustor mit einer durchschnittlichen Verkehrsbelastung von über 25.000 Kraftfahrzeugen an Werktagen zu den am stärksten befahrenen Straßen der Frankfurter Innenstadt. Auf den übrigen Abschnitten verkehren etwa 16.000 bis 18.000 Kraftfahrzeuge pro Werktag.

### Straßenbahn
Am 16. Juni 1882 eröffnete die Frankfurter Trambahn-Gesellschaft eine Pferdebahnlinie vom Opernplatz über die Neue Mainzer Straße und die Untermainbrücke nach Sachsenhausen. Am 10. April 1899 wurde die inzwischen in den Besitz der Städtischen Straßenbahn übergegangene Strecke als erste Frankfurter Straßenbahnlinie elektrifiziert.
Bereits in den 1920er Jahren kam es in der Neuen Mainzer Straße zu regelmäßigen Verkehrsstauungen. Ein Frankfurter Journalist bezeichnete sie 1929 als Frankfurter Thermopylen und Bankenklamm, eine noch heute übliche Charakterisierung der Straße.
Am 21. Mai 1955 endete der Straßenbahnbetrieb in der Neuen Mainzer Straße nördlich des Theaterplatzes (heute Willy-Brandt-Platz). Der Wiederaufbau nach dem Zweiten Weltkrieg verfolgte das Ziel einer autogerechten Stadt, bei der dem Individualverkehr der Vorrang gegenüber dem öffentlichen Personenverkehr zukam; dies ließ einen parallelen Betrieb der Straßenbahn neben dem Straßenverkehr in der schmalen Straße nicht länger zu.
Im südlichen Teil verkehrte die Straßenbahn noch bis zum 11. Oktober 1986 über die Untermainbrücke.
Am Willy-Brandt-Platz kreuzt die sogenannte Altstadtstrecke, auf der die Linien 11, 12 und 14 sowie der Ebbelwei-Expreß verkehren. Von 1889 bis 1950 gab es auch eine Straßenbahnkreuzung in Höhe der Kaiserstraße, dann wurden die Schienen in die Große Gallusstraße verlegt. Mit der Eröffnung der S-Bahn 1978 endete der Betrieb auf dieser Strecke. Die Straßenbahnkreuzung Opernplatz/Goethestraße am nördlichen Ende der Neuen Mainzer Straße bestand von 1882 bis 1986.

### U- und S-Bahn
Die Neue Mainzer Straße ist sowohl am nördlichen als auch am südlichen Ende durch die Bahnhöfe Willy-Brandt-Platz und Opernplatz mit dem Stadtbahnnetz verknüpft. Am Willy-Brandt-Platz kreuzen sich seit 1974 die Stammstrecke A, die von hier aus seit 1984 unter der Neuen Mainzer Straße in Richtung Sachsenhausen weiterläuft, und die Stammstrecke B. Am Opernplatz unterquert seit 1986 die Stammstrecke C die Neue Mainzer Straße. Außerdem quert in Höhe der Freßgass die Stammstrecke der S-Bahn Rhein-Main.

## Geschichte, Einzelbauten

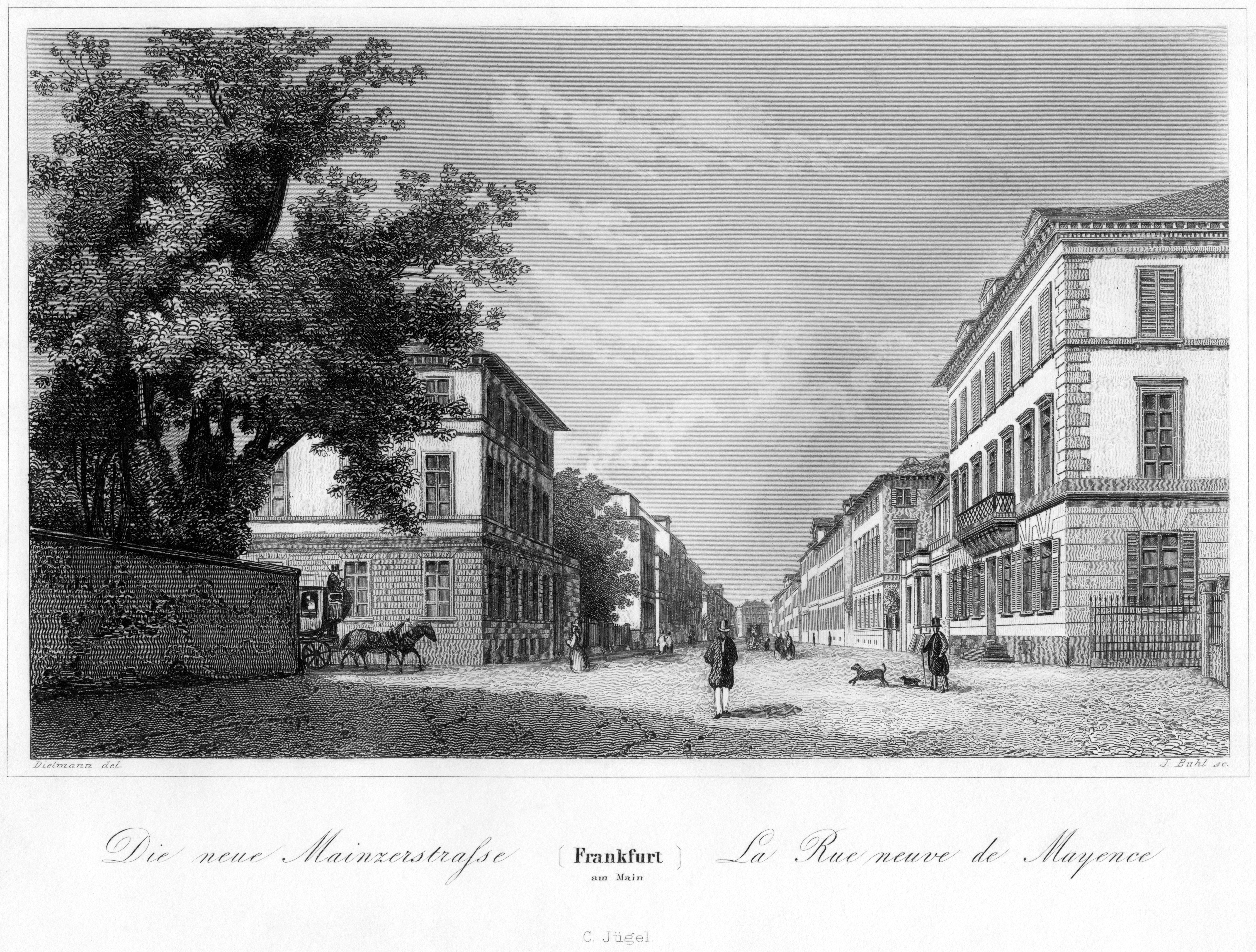
Ansicht der Straße von Süden mit vollendeter klassizistischer Bebauung, 1845
(Stahlstich von Jakob Ludwig August Buhl nach Vorlage von Jakob Fürchtegott Dielmann)

1809 erließ Stadtbaumeister Johann Georg Christian Hess eine städtische Bauordnung, in der er den Klassizismus als verbindlichen Baustil festschrieb. Alle Häuser mussten künftig in einfachen, symmetrischen Formen errichtet werden. Die zuvor für Frankfurt charakteristischen Architekturelemente – steile Giebeldächer, Zwerchhäuser, Überhänge, Erker und Mansarden – wurden verboten. Auf dem Gelände der ehemaligen Stadtmauern legte der Stadtgärtner Sebastian Rinz öffentliche Grünanlagen an, die seit 1827 durch eine Wallservitut gegen Bebauung geschützt sind.
Lediglich die Parzellen entlang der inneren Wallstraßen wurden ab 1809 auf beiden Seiten bebaut. 1811 erhielt die westliche Wallstraße zwischen Schneidwall und Bockenheimer Tor den Namen Neue Mainzer Straße. In rascher Folge entstanden nun die Neubauten, die von renommierten Architekten wie Nicolas Alexandre Salins de Montfort, Stadtbaumeister Johann Friedrich Christian Hess und Friedrich Rumpf für die wohlhabendsten und angesehensten Bürger der Freien Stadt Frankfurt errichtet wurden. Unter ihnen finden sich die Familien Andreae, Bernus, Brentano, du Fay, Grunelius, Guaita, Hauck, Jordan de Rouville, Mülhens, Metzler, Passavant, Rothschild und von Saint George. 1852 bis 1858 wohnte Otto von Bismarck in der Neuen Mainzer Straße Nr. 23. Er war in dieser Zeit preußischer Gesandter beim Bundestag.

### Haus Nr. 49/51
Als erster Neubau entstand 1809 das Haus des Gasthalters Lippert (Neue Mainzer Straße 49/51). Nachdem es lange Zeit dem Thurn und Taxisschen Oberpostmeister Freiherr von Vrints-Treuenfeld gehört hatte, ging es 1829 in den Besitz des Städelschen Kunstinstituts über. Friedrich Maximilian Hessemer baute das Haus zu einem Kunstmuseum um. Nachdem das Städel 1878 seinen Neubau am südlichen Mainufer bezogen hatte, erwarb die Polytechnische Gesellschaft den Bau und ließ ihn um einen Anbau erweitern, den die Frankfurter Sparkasse von 1822 bezog. Die Polytechnische Gesellschaft richtete in ihrem Haus 1881 das Kunstgewerbemuseum ein, aus dem das heutige Museum Angewandte Kunst hervorging.

### Haus Nr. 54
1819 erbaute Friedrich Rumpf dieses Haus für den Bankier Jordan de Rouville, der es 1833 an Kurfürst Wilhelm II. verkaufte. Er bewohnte das Jordansche Palais mit seiner morganatischen Ehefrau, der Gräfin Emilie von Reichenbach-Lessonitz bis zu deren Tod 1843. Nachdem der Kurfürst erneut geheiratet hatte, kam das Palais in den Besitz von Luise von Bose, der ältesten Tochter des Kurfürsten und der Gräfin Reichenbach-Lessonitz. Sie vermachte es 1883 testamentarisch der Senckenbergischen Naturforschenden Gesellschaft, die hier ihre Verwaltung einrichtete. Im 20. Jahrhundert befand sich hier bis zur Zerstörung des Hauses 1944 die Intendanz der Städtischen Bühnen.

### Haus Nr. 55

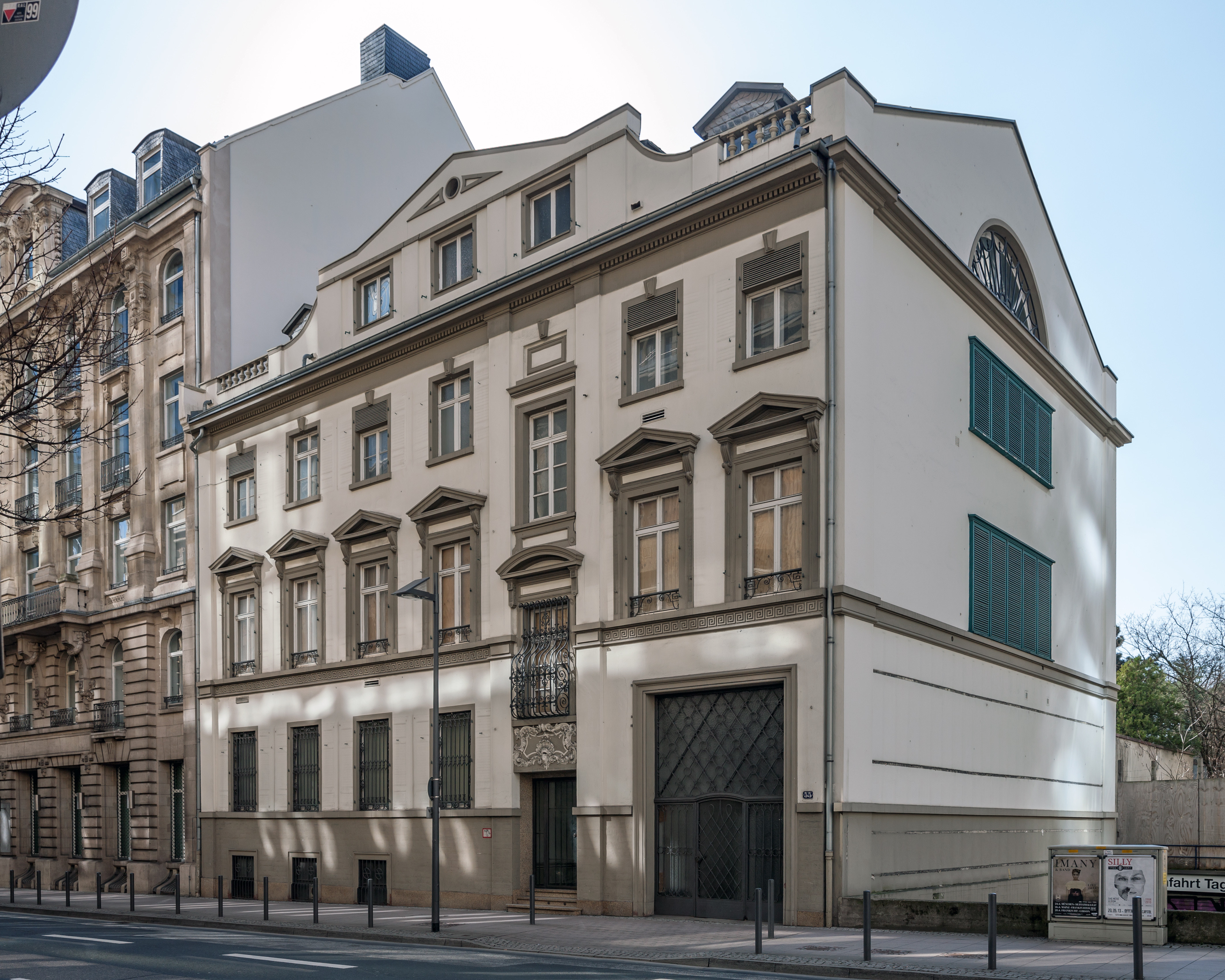
Neue Mainzer Strasse 55

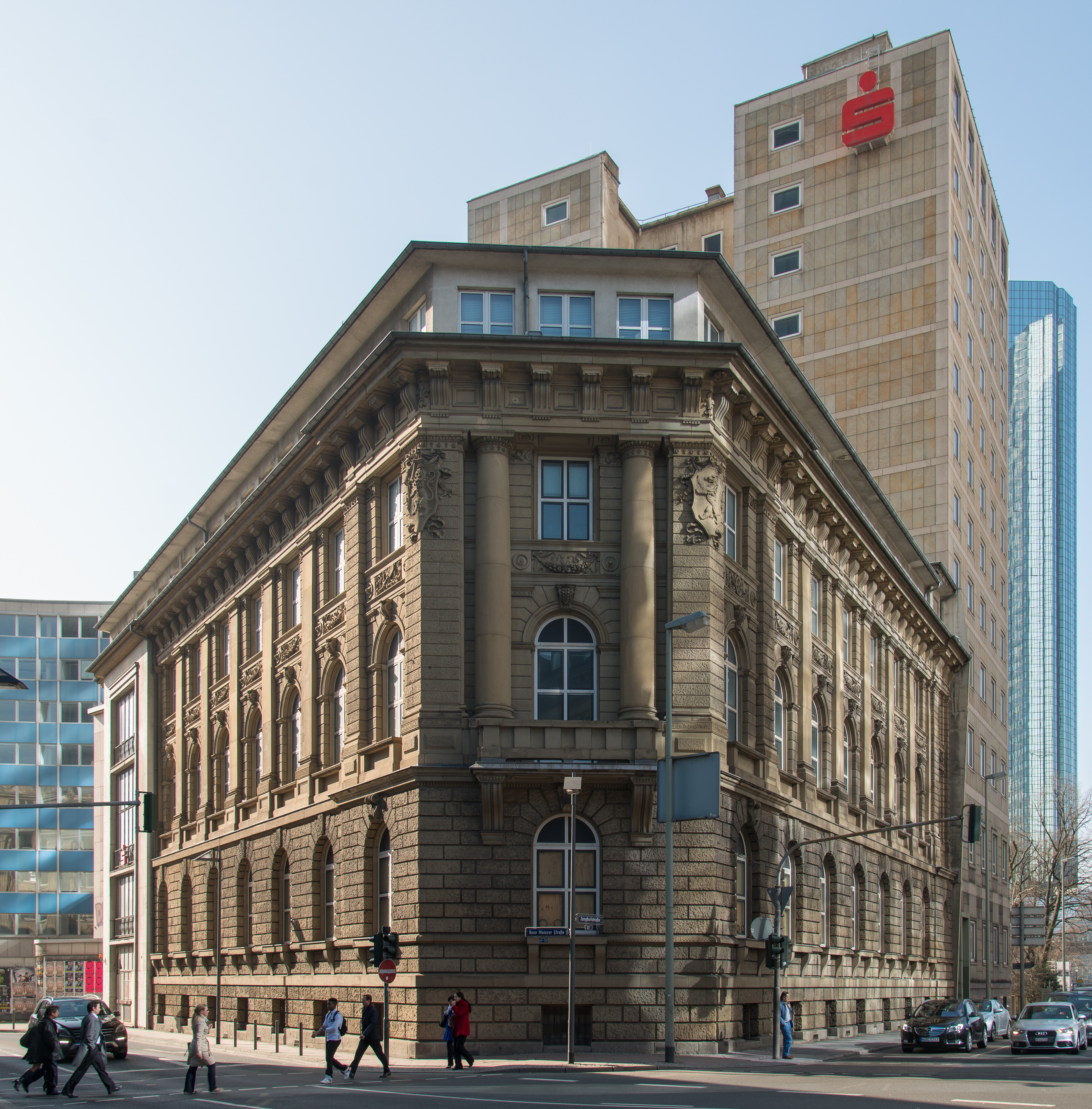
Frankfurt Neue Mainzer Straße 59

Das Haus Nr. 55 ist der einzige noch bestehende klassizistische Bau in der Neuen Mainzer Straße. Er entstand 1830 als Stammhaus der Familie Pfeiffer-Belli. Mit seinen schlichten, schmucklosen Formen ist er charakteristisch für die Zeit seiner Erbauung. Die Schmuckelemente an Dach und Giebel stammen von einer Renovierung in den 1960er Jahren. Das Gebäude wurde von der Bank Merck Finck & Co genutzt.

### Haus Nr. 57
Das von Salins de Montfort für Lulu Brentano entworfene Haus lag auf der westlichen Straßenseite unmittelbar vor dem Knick. Es kam später in den Besitz der Familie du Fay, später erwarb es der Unternehmer Paul Adolf Hirsch. Er legte in dem langen Seitenflügel entlang des ehemaligen Junghof-Bollwerkes seit 1896 eine bedeutende Musikbibliothek an, die schließlich rund 20.000 Bände umfasste. Dort befand sich auch die bedeutende Buntpapiersammlung von Olga Hirsch. Der Konzertsaal der Bibliothek war Mittelpunkt zahlreicher gesellschaftlicher Ereignisse Frankfurts, z. B. des Strawinski-Festes 1925 und der Tagung der Internationalen Gesellschaft für Neue Musik 1927. Zu Hirschs Freundeskreis zählten Bruno Walter und Ludwig Rottenberg. Bei seiner erzwungenen Übersiedelung nach Cambridge 1936 konnte Hirsch seine Bibliothek mitnehmen. Sie gehört seit 1946 dem Britischen Museum. Der Garten des Palais beherbergte bis 1950 das Schweizerhäuschen, ein beliebtes Café. Heute gehört der Garten zur Taunusanlage. Hier befindet sich das Beethoven-Denkmal Georg Kolbes.

### Haus Nr. 59
Das anschließende Haus Nr. 59, 1817 ebenfalls von Salins für den Bankier Koester entworfen, erwarb 1839 Amschel Mayer Rothschild für seinen Wiener Neffen. Später kam es in den Besitz des Pariser Rothschilds, Edmond de Rothschild, der es 1867 an den nach der Preußischen Annexion zurückgetretenen ehemaligen Herzog von Nassau, Adolph von Nassau, vermietete. 1889 bis 1892 ließ die damalige Eigentümerin, die Darmstädter Bank für Handel und Industrie, das Palais abreißen und durch die Architekten Neher und von Kauffmann ein historistisches Bankgebäude errichten, das noch heute besteht.

## Verlauf

### Von der Untermainbrücke zum Willy-Brandt-Platz

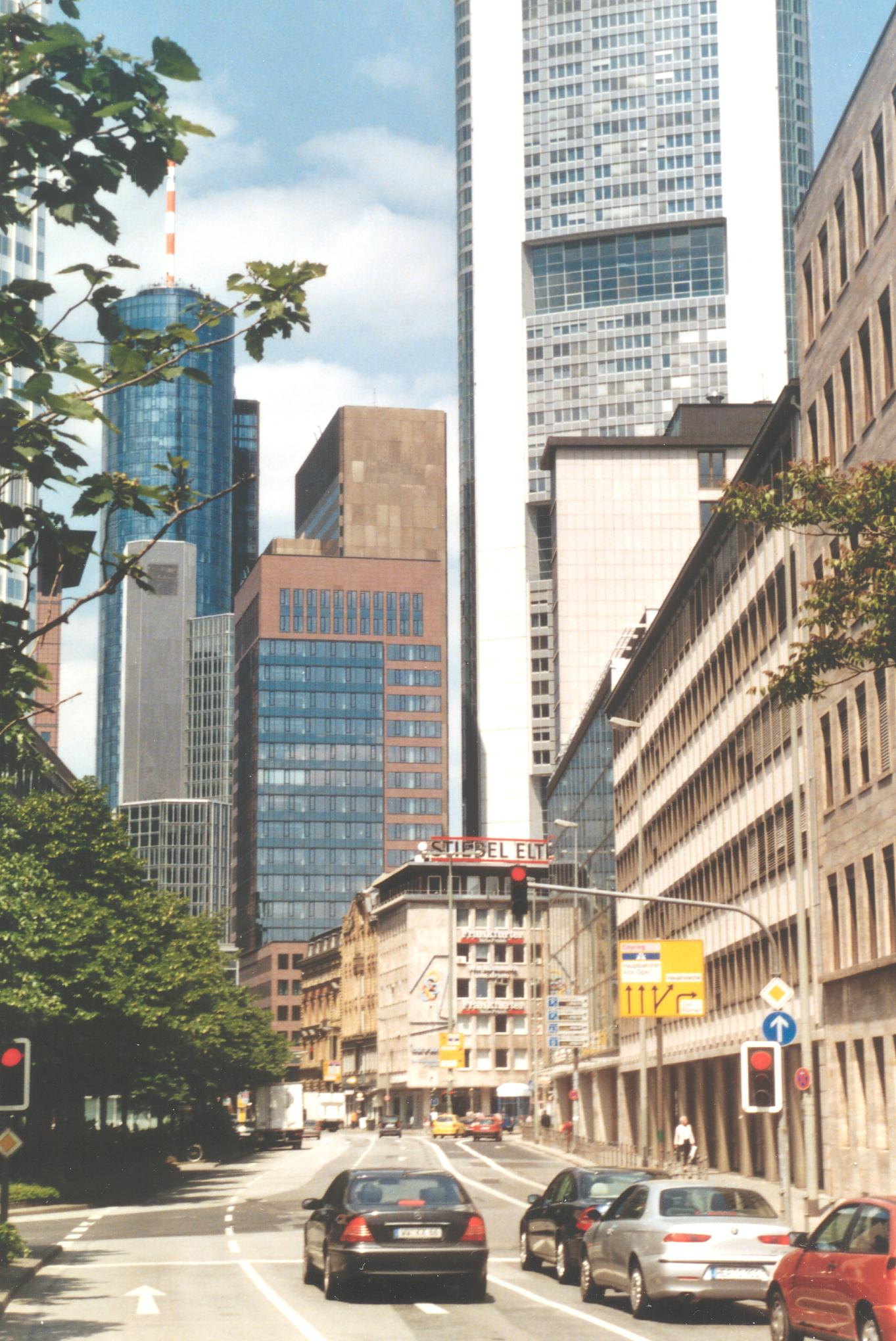
Blick von der Untermainbrücke in die Neue Mainzer Straße, 2005

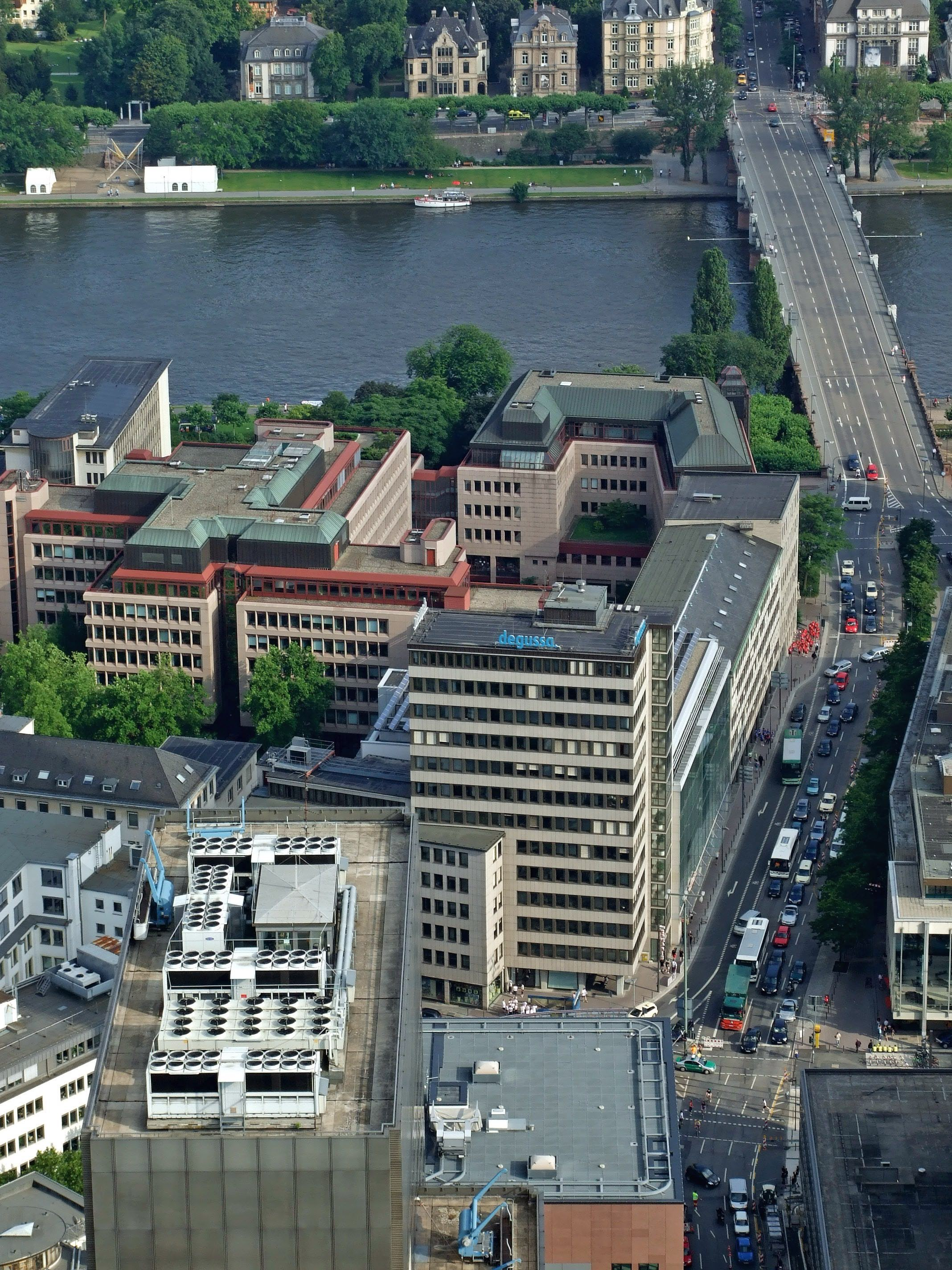
Blick vom Main Tower (noch mit dem mittlerweile abgerissenen Degussa-Gelände)

Die Neue Mainzer Straße beginnt am nördlichen Brückenkopf der Untermainbrücke. Auf der westlichen, in Blickrichtung linken Seite steht mit der Hausnummer 1 als markanter Torpfosten zur Innenstadt das National-Hochhaus. Das 1962/63 errichtete siebzehnstöckige, 56 Meter hohe Gebäude ist nach seinem Eigentümer, der in Basel ansässigen National-Versicherung, benannt. Das markante Hochhaus mit seinen kupferverkleideten Stützen und der Vorhangfassade aus dunkelgrünem Leichtmetall und Glas ist ein Entwurf der Architekten Max Meid und Helmut Romeick.
Nördlich der Einmündung der Hofstraße liegt der Komplex der Städtischen Bühnen. Er wurde 1959 bis 1963 um das ehemalige, im Krieg stark zerstörte Schauspielhaus von 1902 erbaut. Die ebenfalls gründerzeitliche Blockrandbebauung wurde dafür abgerissen. Es beherbergt neben Werkstätten, Garderoben, Büro- und Probenräumen vor allem die Spielstätten der beiden wichtigsten Sparten, der Oper Frankfurt und des Schauspiel Frankfurt, deren Eingänge am Willy-Brandt-Platz liegen. An der Hofstraße liegt der Eingang des Kammerspiels, eines kleinen Theaterraums für ca. 300 Besucher. Das Restaurant Fundus an der Ecke Neue Mainzer Straße/Willy-Brandt-Platz ist ein beliebter Treffpunkt für Theaterbesucher und Künstler.
Die östliche Straßenseite wird von einer Blockrandbebauung begleitet. Hier befand sich bis 2000 der Verwaltungssitz der Degussa. Ende 2005 erwarb ein Konsortium von Investoren das 21.000 Quadratmeter große Areal. Unter dem Projektnamen Maintor entstand ab Mitte 2009 bis 2018 nach Plänen von KSP Engel und Zimmermann ein neues Quartier mit gemischten Wohn- und Büroflächen. Einzelhandels- und Gastronomiebetriebe sowie das bereits im alten Degussa-Komplex ansässige Theater Die Komödie sollen für eine urbane, attraktive Atmosphäre sorgen. Architektonisch wird der neue Komplex von dem 100 Meter hohen Büroturm WINX und zwei 60 Meter hohen Türmen geprägt. Von den alten Degussa-Bauten blieb der 13-geschossige Degussa-Turm von 1953 an der Ecke Weißfrauenstraße/Neue Mainzer Straße mit neuer Fassade erhalten.

### Zwischen Willy-Brandt-Platz und Taunustor

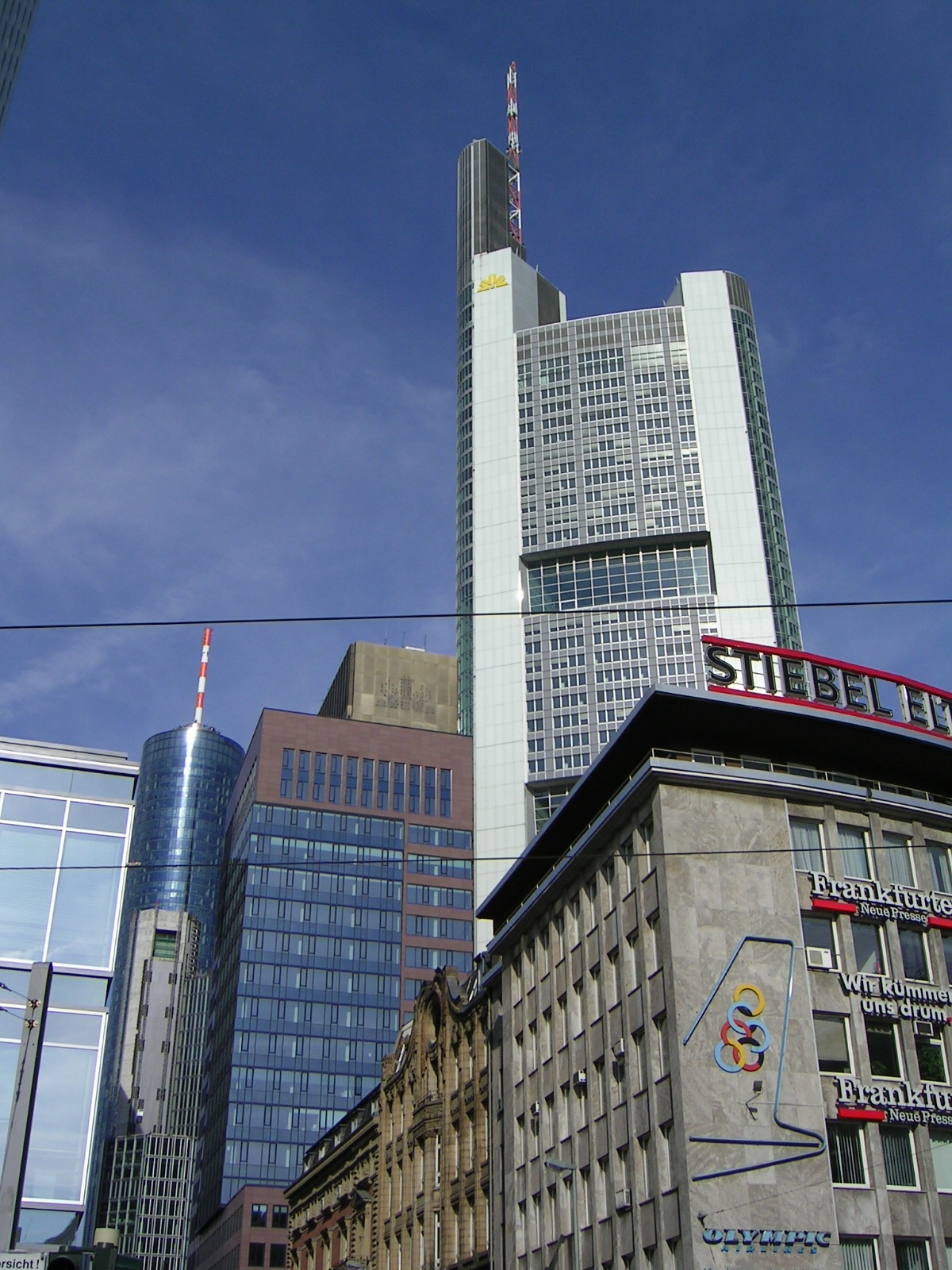
Die Bankenklamm

Nördlich des Willy-Brandt-Platzes beginnt der als Bankenklamm bezeichnete Abschnitt der Neuen Mainzer Straße. Der 148 Meter hohe Eurotower, bis 2014 Sitz der Europäischen Zentralbank, wurde 1977 als Hauptverwaltung der Bank für Gemeinwirtschaft errichtet. Er nimmt den ganzen Straßenblock an der westlichen Neuen Mainzer Straße zwischen Willy-Brandt-Platz und Kaiserstraße ein und ist seit 2015 Sitz des Einheitlichen Bankenaufsichtsmechanismus (SSM) der EZB. Der Gebäudeblock auf der gegenüberliegenden Seite besteht aus einem Gebäude der Wiederaufbauzeit der 1950er Jahre, dem sich die beiden gründerzeitlichen Wohn- und Geschäftshäuser Nr. 24 (Frankfurter Haus) und 26 anschließen.
Das K26 ist ein 2003 bis 2005 erbautes 20-stöckiges, 75 Meter hohes Hochhaus an der Ecke Kaiserstraße/Neue Mainzer Straße Nr. 28 bis 30. Eigentümer ist eine Tochtergesellschaft des Bankhauses Hauck, dessen Stammsitz sich bis 1983 auf diesem Grundstück befand. Das K26 ersetzte ein schlichtes, 11-stöckiges Bürohaus von 44 Metern Höhe, das nur knapp 20 Jahre genutzt wurde. Nördlich an das K26 schließt sich das 109 Meter hohe Hochhaus Neue Mainzer Straße 32–36 an, das von 1973 bis 1997 Hauptsitz der Commerzbank war. 1997 zog die Verwaltung in den benachbarten Commerzbank Tower um. Vor dem Bau des Commerzbank-Hochhauses befand sich hier ein 1952 errichtetes schlichtes Geschäftshaus, das Bieger-Haus.
Der Block auf der gegenüberliegenden Straßenseite besteht aus einem gründerzeitlichen Geschäftshaus, in dem sich von 1927 bis 1981 das Gloria-Kino befand, sowie einem bis zu neunstöckigen Gebäudekomplex, der zwischen 1950 und 1957 für die Deutsche Genossenschaftskasse entstand. Der gesamte Block befand sich im Besitz der Commerzbank. 2011 wurde er vollständig abgerissen und durch zwei Hochhäuser, den 170 Meter hohen Taunusturm sowie ein weiteres 60 Meter hohes Gebäude, ersetzt. Das gründerzeitliche Geschäftshaus bleibt bestehen.

### Zwischen Taunustor und Junghofstraße

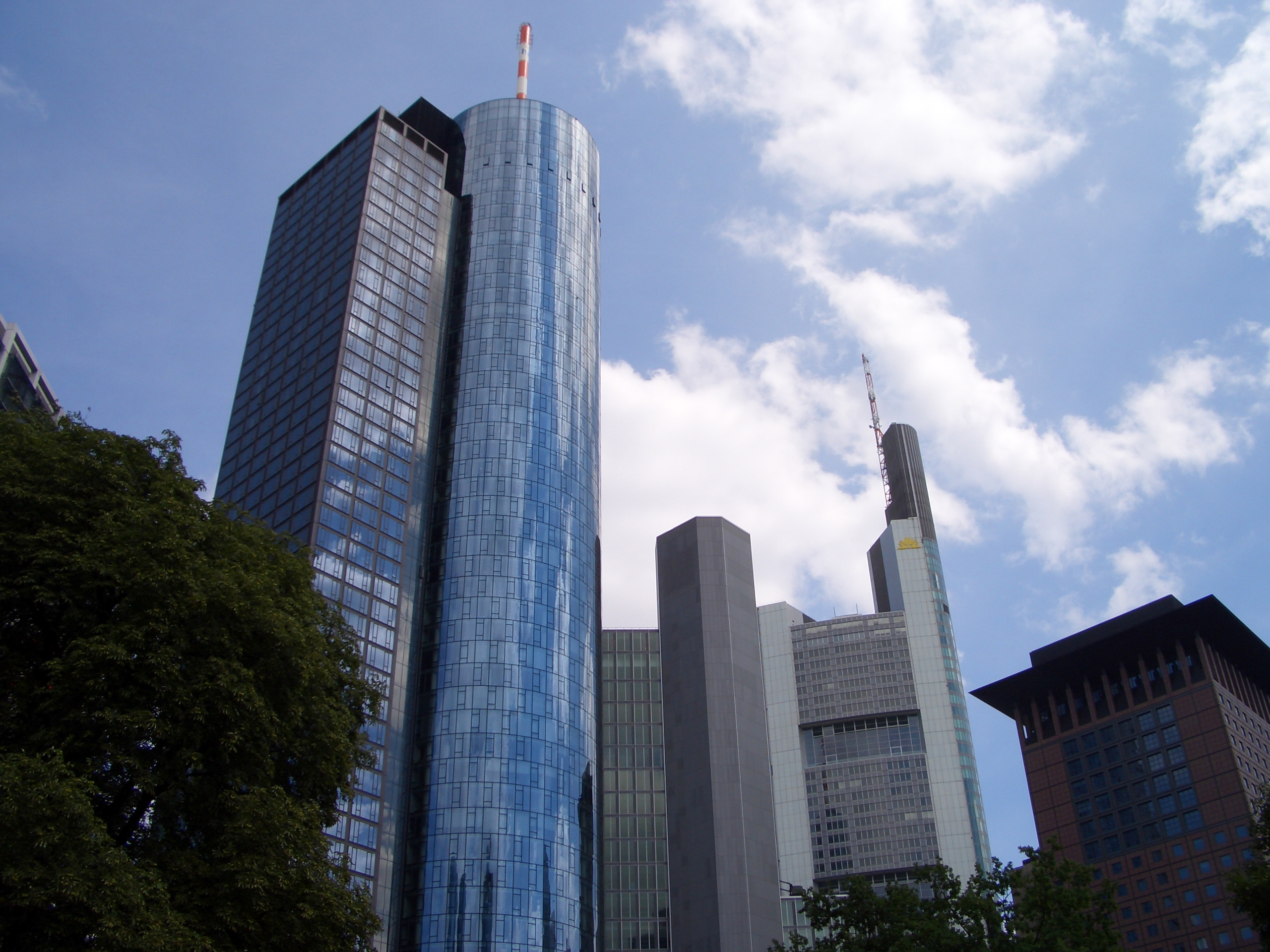
Main Tower, Garden Tower und Japan Center

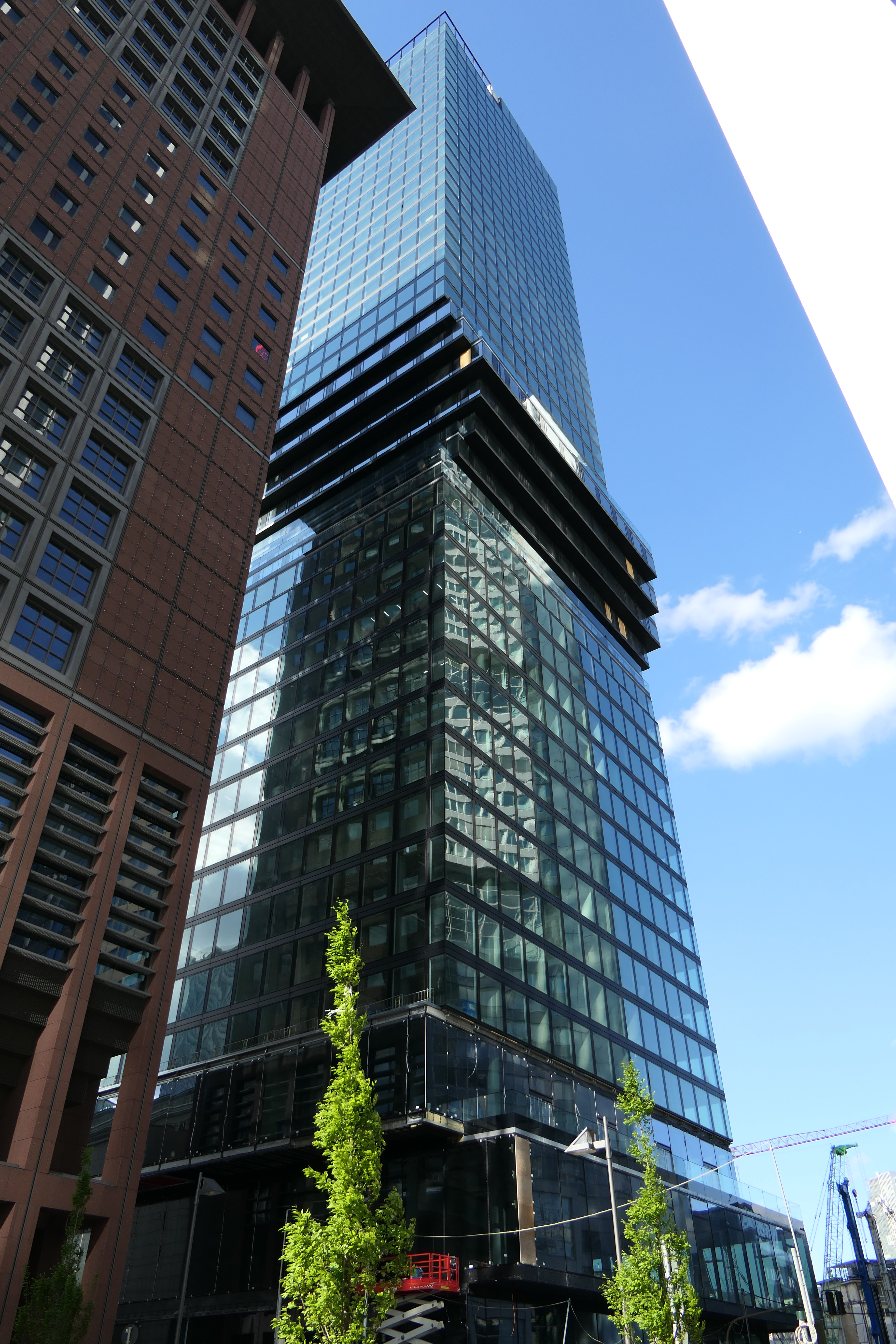
Baustelle des Omniturms im Mai 2019

Zwischen Taunustor und Junghofstraße ballen sich die Hochhäuser zu ihrer größten Dichte. Den Anfang macht das Japan Center, ein 115 Meter hohes 27-geschossiges Hochhaus in Form einer japanischen Steinlaterne. Bevor es 1996 eingeweiht wurde, hatte das Grundstück an der Ecke Neue Mainzer Straße/Taunustor schon verschiedenen Zwecken gedient. Ursprünglich befand sich hier das Wohnhaus des wohlhabenden katholischen Kaufmannes Stephan von Guaita. Er vermachte das Haus der von ihm und seiner Frau testamentarisch dotierten von Guaitaschen Stiftung, einer Versorgungsanstalt für unbemittelte Mädchen und verschämte Arme römisch-katholischen Bekenntnisses und für hilfsbedürftige unverheiratete oder verwitwete Männer über 60 Jahre. Später entstand hier der schmucklose Zweckbau des Finanzamtes Taunustor.
Das gegenüberliegende Eckgrundstück an der Großen Gallusstraße war bis 2014 Sitz des Bankhauses Metzler. Im Hochhausrahmenplan war an dieser Stelle der Bau eines 175 Meter hohen Gebäudes mit 44 Stockwerken vorgesehen. 2016–2019 errichtete der Immobilienentwickler Tishman Speyer Properties hier den Omniturm, ein 190 Meter hohes Wohn- und Geschäftsgebäude. Hinter dem Omniturm zweigt im rechten Winkel die schmale Neue Schlesingergasse ab, die sich nach etwa 50 Meter nach Norden in Richtung Junghofstraße wendet. Auf dem Grundstück zwischen Neuer Mainzer Straße und Neuer Schlesingergasse befindet sich der Gebäudekomplex Neue Mainzer Straße 52–58 der Landesbank Hessen-Thüringen. Das 1976 erbaute ältere Hochhaus der Bank führt seit der Renovierung 2005 den Namen Garden Tower. Es besteht aus zwei 14 und 25 Etagen hohen Türmen, deren höchster 127 Meter hoch ist. Nördlich davon steht der 1996 bis 1999 errichtete 200 Meter hohe Main Tower.
Gegenüber auf der westlichen Straßenseite liegt der Hauptsitz der Frankfurter Sparkasse und der Polytechnischen Gesellschaft (Neue Mainzer Straße 49/51). Nach der Zerstörung der Altbauten im Krieg errichtete die Bank 1949 zunächst einen Behelfsbau, der 1955 bis 1957 durch einen sechsgeschossigen Bau nach Entwürfen der Architekten Krahn und Petry ersetzt wurde. Nördlich davon knickt die Neue Mainzer Straße scharf nach rechts ab. Sie folgt damit dem Verlauf der alten Frankfurter Stadtmauer aus dem 14. Jahrhundert. Kurz vor dem Knick liegt das sogenannte Stammhaus Pfeiffer-Belli (Neue Mainzer Straße 55), der einzige klassizistische Bau der Straße, der sich bis heute erhalten hat. Auf dem anschließenden ehemaligen du Fayschen Gartengrundstück am Junghofbollwerk haben sich beim Wiederaufbau nach dem Krieg zwei Banken niedergelassen: Das Gebäude Neue Mainzer Straße 57, 1960 durch W. Berentzen errichtet, beherbergte eines der ersten kommerziellen Rechenzentren Deutschlands. Es war mit einer Univac UCT ausgestattet. Das Gebäude gehört der Württembergischen Hypothekenbank. Auf dem Grundstück Nr. 59 steht neben dem gründerzeitlichen Bau der Hypobank ein ebenfalls von W. Berentzen 1960 für den Baukonzern Wayss & Freytag errichteter zehngeschossiger Bürobau. Die Helaba plant auf dem Grundstück Nr. 57–59 bis 2028 den 205 Meter hohen Central Business Tower zu errichten. Der Entwurf stammt von KSP Jürgen Engel Architekten.
An der Ecke Neue Mainzer Straße / Junghofstraße auf dem Grundstück Nr. 62–66 folgt mit dem Eurotheum der nächste Wolkenkratzer. Der 31-geschossige Turm mit einer Höhe von 110 Metern wurde 1999 fertiggestellt. Der Entwurf stammte von den Offenbacher Architekten Novotny Mähner Assoziierte. Das Eurotheum ist ein kombiniertes Büro- und Wohngebäude: In den unteren 21 Geschossen befinden sich Büros, darüber möblierte Appartements.

### Junghofstraße bis Opernplatz

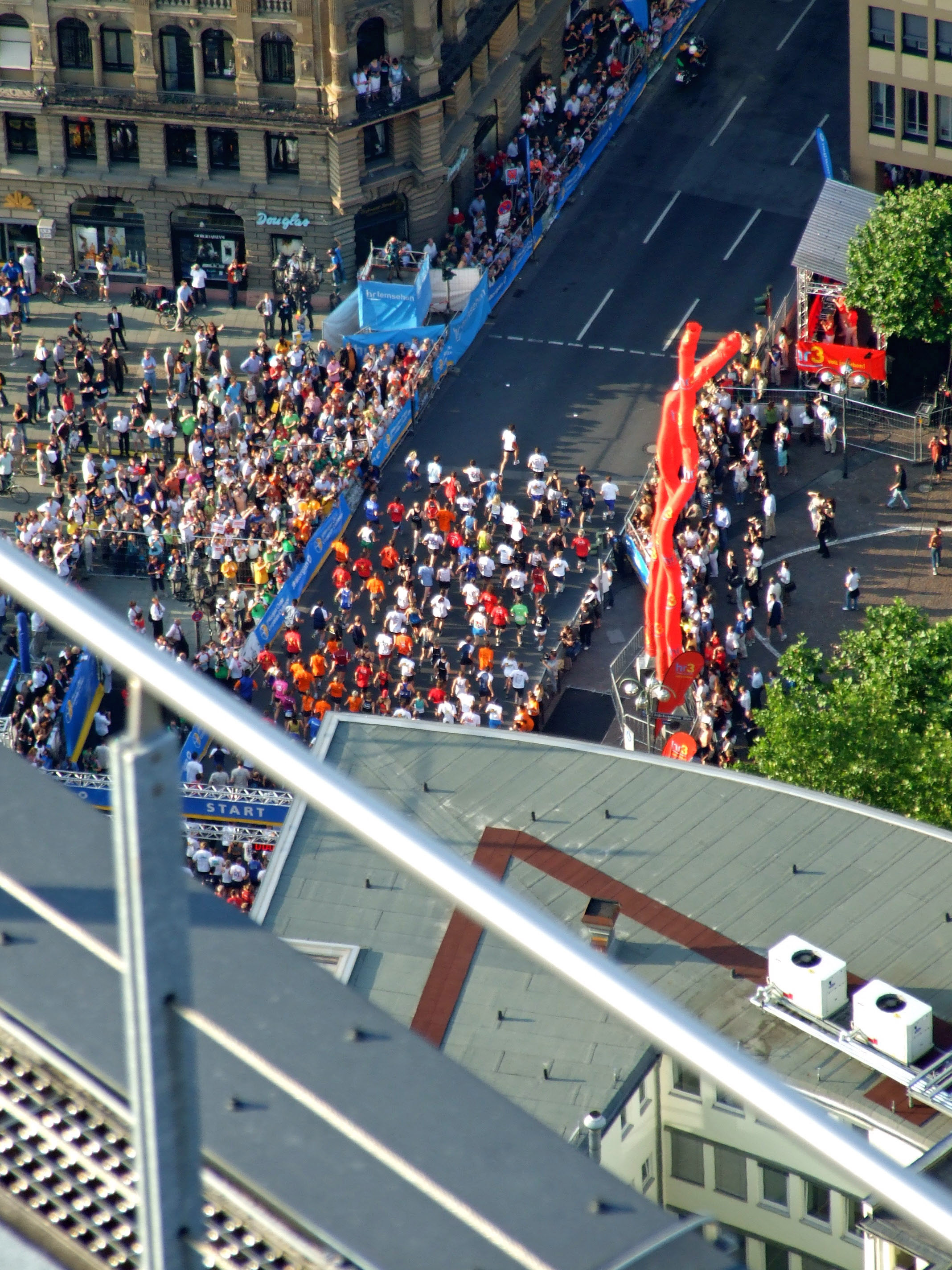
Start zum jährlichen Chase-Lauf

Hinter der vielbefahrenen Kreuzung mit der Junghofstraße liegt an der westlichen Straßenseite das Bürohaus an der Alten Oper, Sitz der Deutschlandzentrale der Citibank. Der zwanziggeschossige Bau der Architekten Hubertus von Allwörden, Gerhard Balser, Roger Bundschuh und Rolf Schloen ist 89 Meter hoch. Er entstand 1981 bis 1984 und wurde später modernisiert. Dabei erhielt er auch eine Glasfassade. Ein weiterer Umbau ist geplant.
Das gegenüberliegende Gebäude Neue Mainzer Straße 72 an der Ecke zur Junghofstraße, ein gründerzeitliches Bürohaus von 1876, wurde vor einigen Jahren aufwendig saniert. Es wird von der Landesbank Hessen-Thüringen genutzt. Die von rechts einmündende Neue Rothofstraße erinnert wie die Junghofstraße an die Zeit, als die Frankfurter Neustadt eine dünnbesiedelte Vorstadt war, in der es noch große Bauernhöfe gab. Im weiteren Verlauf der Neuen Mainzer Straße folgen noch einige mehrstöckige Geschäftshäuser aus den fünfziger und achtziger Jahren. Kurz vor der Alten Oper zweigt rechts die Goethestraße ab, die in den letzten Jahren vor allem als Einkaufsstraße für die gehobenen Ansprüche einer wohlhabenden Konsumentenschicht von sich reden gemacht hat. Hinter der Goethestraße endet die Neue Mainzer Straße an der Kreuzung mit dem Opernplatz und der Freßgass, deren amtlicher Name Große Bockenheimer Straße  nur wenigen Frankfurter geläufig ist.
Der untere Abschnitt der Neuen Mainzer Straße ist aber einer wachsenden Zahl von Freizeitsportlern ein Begriff. Die jährlich im Juni stattfindende JPMorgan Chase Corporate Challenge ist die Laufsportveranstaltung mit der weltweit größten Teilnehmerzahl. Seit 2005 waren immer über 60.000 Läufer gemeldet. Um das große Teilnehmerfeld sicher auf die 5,6 Kilometer lange Laufstrecke durch die Frankfurter Innenstadt zu schicken, sind zwei getrennte Startaufstellungen erforderlich, die erst nach rund 400 Metern am Eschenheimer Tor zusammengeführt werden. Die nördliche Aufstellung erfolgt seit einigen Jahren in der Neuen Mainzer Straße. Die Warteschlange zieht sich über mehrere hundert Meter die ganze Neue Mainzer Straße bis zum Willy-Brandt-Platz hin, und die letzten Läufer benötigen über 20 Minuten, bis sie die Startlinie an der Alten Oper erreichen.